# 宜蘭反蘇火
宜蘭反蘇火運動，又稱宜蘭反蘇火、反蘇火、反蘇火運動等，是宜蘭縣政府與宜蘭縣縣民合力反對中央政府在蘇澳鎮興建火力發電廠之環保運動。
「蘇澳火力發電廠」原為台灣電力公司所屬計畫，規劃於1988年開工，預計成為當時東南亞規模最大的火力發電廠，八部機，終極年燃煤量一年1600萬噸、發電量640萬千瓦，係當時宜蘭縣用電量之16～20倍，最終在宜蘭縣政府及全體縣民的激烈反對下退出宜蘭縣。
此運動源自1986年，噶瑪蘭週刊以【蘇澳全省落塵量冠軍，不歡迎再設火力電廠】一文，首度披露蘇澳火力發電廠設廠事宜，並以【拒絕變色的青天，訪各界人士談蘇澳火力發電廠之興建】為題展開反對；至宜蘭縣政府以設置「無尾港水鳥保護區」為策略，最後逼使台電正式撤退，前後耗時九年之久。

## 第一階段 設廠計畫曝光 地方強力反對

### 設廠計畫首度曝光
1981年6月17日，行政院核定蘇澳火力發電廠設廠計畫，地點位於宜蘭縣蘇澳鎮北方澳北側-大坑罟南側，實施時間為1988年至1994年。
1986年10月18日，噶瑪蘭週刊以【蘇澳全省落塵量冠軍，不歡迎再設火力電廠】一文，首度披露了蘇澳火力發電廠設廠事宜。10月25日，噶瑪蘭週刊再以【拒絕變色的青天，訪各界人士談蘇澳火力發電廠之興建】為題，搜集民眾聲音，展開反對行動。

### 省議員強力反對設廠
1986年11月3日，臺灣省議員游錫堃首度表態「反蘇火」立場，於臺灣省議會質詢時指出：「根據1985年9月10日某報的社論指出，台灣電力公司的發電量是1500萬千瓦，尖峰用電是800萬千瓦，換句話說約用一半就夠了。同一篇社論又說，經建會與中華經濟研究院指出，台灣電力公司四年來的設備利用率從沒有超過百分之50，一半以上的設備沒有發電，而且在1984年全年設備利用率只有百分之47」，批評台電的管理能力，並「建議不要在蘇澳新馬地區興建火力發電廠，因為該地區附近是良好的漁場」。同月噶瑪蘭週刊以【蘇澳將變成廢市？火力發電廠應慎選地點，游錫堃議會質詢表反對】為題，報導民代對設廠計畫的反對立場。
1986年11月8日，噶瑪蘭週刊報導：【蘇澳將變成廢市？火力發電廠應慎選地點，游錫堃議會質詢表反對】。
1986年12月29日，噶瑪蘭週刊報導：【台電公司首次向地方民眾及有關的學者專家、政府各單位代表舉行簡報會】；「在宜蘭營業處會議室舉行簡報會，由廖總工程師主持。台電人員報告中表示，蘇澳火力發電廠址於民國1981年間奉行政院核定，設於宜蘭縣蘇澳鎮之北方澳北側至大坑罟以南濱海地區。」、「廠址的選定乃因緊鄰蘇澳港，進口煤之供應將甚為便捷，未來興建完成後，其發電成本可較燃油發電低廉，可有效分散進口能源之種類及來源，確保能源供應安全，對於電力開發甚為重要。其次，基於區域均衡原則，特在東部地區設立大型電廠，以供應東部地區之所求。設廠時間預計1988年開工，1994年完成第一部機裝置使用，需時六至七年。終期裝置八部大型燃煤發電機組，容量共520萬千瓦至630萬千瓦，占地面積約需245公頃」。
1987年1月3日，噶瑪蘭週刊報導：【環境保護與經濟發展孰重？台電設火力發電廠各級民代皆表反對】、【設廠考慮的社會經濟因素】、【火力發電廠對環境的衝擊】等，並加以評論。
1987年1月10日，噶瑪蘭週刊以【反對火力發電廠的四大因素】分析之。
2月21日，噶瑪蘭週刊報導：【蘇澳人反對設火力發電廠，調查局透過管道表關心】。
2月24日，台電邀請蘇澳鎮林鎮長、縣議員、鎮民代表、里長及鎮公所人員前往宜蘭市台電營業處，召開蘇澳火電廠首次說明會，稱預計於1988年3月完成各項評估工作。
2月28日，台電公司為設立蘇澳火力發電廠，24日在宜蘭營業處舉行說明會，由於：一、地點不在蘇澳當地；二、未邀請漁民團體國大代表及蘇澳區漁會理事長等漁業人士參加；三、用國語說明，有民眾聽不懂。噶瑪蘭週刊報導：【火力發電廠說明會，台電老大，眾人不滿】。
3月7日，噶瑪蘭週刊報導：【火力電廠．海底牧場，行政院政策明顯自相矛盾，蘇澳鎮民反對設火力電廠】、「十年前，行政院農委會專案專款開闢為海底牧場，投放人工漁礁，並逐年投放九孔、龍蝦的幼苗，地方也組成管理委員會配合該政策的執行。如今定期派員潛水觀察，證明海底牧場已有成效。而台電是1979年才著手火力電廠的規畫，1981年奉行政院核定，而電廠的冷卻排水口就在港邊里澳仔腳的海底牧場」。
3月21日，為反蘇火，省議員游錫堃策劃由噶瑪蘭週刊辦理聽證會，時為全國首見地方社團合辦聽證會，並邀集多位學者專家官員列席說明。同月，噶瑪蘭週刊製作《火力發電廠專輯》，以三個版面分析火力發電廠對環境的污染與對農作物的損害，並且更以三個版面作【蘇澳火力電廠聽證會實況報導】，將地方聲音公諸於大眾。
3月28日，噶瑪蘭週刊報導：「由本縣五個民間社團共同協辦的「蘇澳火力發電廠聽證會」於三月廿一日下午二時，在蘇澳鎮文化國中學生活動中心舉行。本次全台首見的聽證會，是由蘇澳區漁會、蘇澳鎮民代表會、蘇澳港國際青商會、蘇澳記者採訪小組及本刊共同主辦，由省議員游錫堃主持」。
「會中，經濟部國營會、行政院衛生署環保局、台電公司均派代表與會說明；農民、漁民和當地居民也都推派代表表達意願；陳錫秋、呂世宗、施信民、洪楚璋、張國龍等多位專家學者也分別依個人專長提出報告。由於陳定南縣長因公前往大同鄉，特派縣府計劃室主任陳木水與會說明縣政府的立場。自由發問時間鎮民發言踴躍，一致反對台電在蘇澳設立火力發電廠」。
5月4日，省議員游錫堃對於「反蘇火」再度質詢時表示，以中華經濟研究院的研究報告，1981～1984四年的設備利用率只有48%，發電廠預定地在都市計畫內，原是遠洋漁業漁港預定地，地點不適合，要求換地方。
7月25日，噶瑪蘭週刊報導：【火力發電廠不受歡迎，贊成比例不超過10％，南澳地區反對最激烈，中研院完成民意調查】。
8月16日，噶瑪蘭週刊報導：【火力發電廠原來預定地在鹽寮】，台電把鹽寮改成核能電廠用地，火力發電廠才改到宜蘭。
9月12日，噶瑪蘭週刊報導：【台電橫材夯入灶，蘇澳火力發電廠非設不可？】、【火力發電廠對環境的影響】、【南澳、東澳、澳仔角、頂寮贊成設廠的，不到10％】、【蘇澳火力發電廠聽證會摘要，聽聽專家學者怎麼說？】、【每天將生產十四萬公斤硫酸，遇雨而成酸雨】。
10月26日至11月1日，噶瑪蘭週刊報導：【宜蘭人，要有種，叫汙染工業滾出蘭陽！】。
11月12日，「臺灣環境保護聯盟」宜蘭分會成立，推選噶瑪蘭週刊總編輯田秋堇擔任首任會長，會址設於宜蘭縣羅東鎮樹人路8之1號（省議員游錫堃服務處）。
11月14日，台灣環保聯盟宜蘭縣分會在羅東鎮中山堂舉辦演講會，陳定南公開演講說：「這段時間，縣政府對這兩個工廠（六輕、蘇火）的汙染，有更深一層的認識，我認為縣政府的條件也要做修正，所以縣政府針對這兩個廠最新的立場就是認為這種污染性的工廠是不是能讓他來宜蘭，我認為應該要全盤來考慮」。
12月21日至12月27日，噶瑪蘭週刊報導：【台電積極搶灘蘇澳，火力發火力電廠選定澳仔角，多月沉默猶如潛水艇，化明為暗設法破僵局】。
1988年1月4日至1月10日，噶瑪蘭週刊報導：【我們不歡迎火力發電廠-陳縣長與台電公司談話記實】。
1988年4月5日至4月20日，噶瑪蘭週刊報導：【蘇澳民眾真的贊成設火力電廠嗎？－訪楊信潮老師】。
1988年5月4日，省議員游錫堃「反蘇火」第三度質詢，批評台電「不應該滿腦子只想建核能電廠及火力發電廠，應該檢討能源政策，淘汰耗能高的產業及鼓勵利用太陽能」、「蘇火預定地不適合蓋電廠，不要用招待里鄰長、地方人士的方式敦親睦鄰」。

### 台電出面釋疑 地方環團皆不買單
1986年10月蘇澳火力發電廠設廠消息曝光後，台電於12月底在宜蘭市營業處進行簡報，向地方人士及有關的學者專家、政府各單位代表說明計畫內容。而對於設廠一事，各級民代皆表反對。翌年2月24日，台電邀請蘇澳鎮鎮長、宜蘭縣議員、蘇澳鎮民代表、里長及蘇澳鎮公所人員前往宜蘭市營業處，召開蘇澳火電廠首次說明會，稱預計於1988年3月完成各項評估工作。
1987年4月3日，宜蘭縣蘇澳鎮民代表會決議：「請台電另擇地點興建火力發電廠」。同年11月，臺灣環境保護聯盟宜蘭分會成立，11月14日在羅東鎮中山堂舉辦演講會，宜蘭縣縣長陳定南在公開演講時表示：「這段時間，縣政府對這兩個工廠（六輕、蘇火）的汙染，有更深一層的認識。我認為縣政府的條件也要做修正，所以縣政府針對這兩個廠最新的立場就是認為這種污染性的工廠是不是能讓他來宜蘭，我認為應該要全盤來考慮。」
1988年，國際水禽研究中心(IWRB) 及國際自然資源保育聯盟(IUCN)，在亞洲濕地調查報告中，將無尾港列為台灣重要濕地之一。
1988年2月10日，台電舉辦「蘇澳火力發電計畫與環境影響評估」期中工作檢討會。同月27日，蘇澳鎮港邊里居民插旗「堅決反電廠、誓死護家園」。同年3月1日，台電召開「蘇澳火力發電計畫環境影響評估諮詢委員會」。同年8月底，台灣環保聯盟宜蘭分會以及宜蘭地區民眾八部遊覽車約三百多人，上午到台電抗議蘇澳火力發電計畫。來自後勁、觀音鄉與宜蘭市等地區五百多名民眾，下午聚集經濟部，抗議興建五輕、六輕和蘇澳火力電廠。
1988年12月底，噶瑪蘭週刊再以多篇專題報導重批台電：【東南亞最大的火力發電廠來了！/ 蘇澳火電廠對宜蘭的影響】、【台電計劃收集99.5%的飛灰，但是蘇澳火電廠要燒1600萬公噸的煤，無法收集的0.5%飛灰，一年就有7800多公噸】、【一小時發電520萬千瓦，是東南亞最大的火電廠】、【蘇澳火力發電廠一天燒四萬多噸煤，0.5%的飛灰，一年就有7800多噸】、【台電為了提供重汙染工廠便宜的電力，竟然不顧這塊美麗的土地】。
1989年3月5日，噶瑪蘭週刊報導：【我們不要分贓式的能源政策/火電廠非蓋不可嗎？你了解火電嗎？系列一】。
3月25日，「環保聯盟宜蘭分會」於羅東公正國小舉辦「火電+核四的夢魘」說明會。
3月25日至4月10日，噶瑪蘭週刊報導：【你了解火電嗎？系列二/有廠沒有電的負載管理/談台灣的電力結構問題/台電常常說民眾要電不要廠，但問題是台電的不良管理，使台灣面臨有廠卻沒有電的困境】。
4月16日，「環保聯盟宜蘭分會」於頭城開成寺舉辦「火電+核四的夢魘」說明會。
4月10日至4月25日，【誰說台灣的電不夠用？/大家來給台電公司做體檢/台灣的電不夠，這種話不能黑白講，站在經濟學的觀點，必須要有很嚴格的條件才能說電不夠用】。
5月27日，「環保聯盟宜蘭分會」於蘇澳文化國中舉辦「火電+核四的夢魘」說明會。
5月25日至6月10日，噶瑪蘭週刊報導：【認識火電系列五/找出新的、乾淨的工業結構，為了不讓我們的後代無法生存，要求台電找出乾淨的能源，要求經濟部設計出有辦使台灣經濟成長，又不會汙染我們環境的工業結構！】。
12月20日，對「反蘇火」持堅定立場的游錫堃就職宜蘭縣縣長。

## 第二階段 縣府策略奏效 成功逼退台電

### 台電轉向 尋求利澤工業區用地
1990年2月1日，噶瑪蘭週刊報導：【台灣電力預測/一定要核電、火電嗎！】。
1990年4月，噶瑪蘭週刊報導：【工業局幫王永慶解套火電廠將在利澤復活/在工業局長楊世緘牽線下，台塑答應讓出二百公頃利澤工業區土地，給台電蓋火電廠。在這場交易中，宜蘭人幾乎完全沒有發言餘地，因為在法律上，工業區幾乎就等於是工業局的租界】、【繼反六輕之後，反火電將是宜蘭人另一場艱苦的戰爭】、【蘇澳火電廠台電打算八十六年開工】。
1991年，國內景氣開始復甦，台電公司又再次積極推動蘇火電廠的建廠計畫，預定在無尾港地區的港邊里澳仔角與利澤工業區兩處之間擇一興建；同時台電成立八人小組進駐宜蘭，積極遊說地方官員和民意代表。同年3月1日，台電於蘇澳文化國中舉辦環境影響評估說明會。

### 從「反蘇火」到「全縣反火電」
1989年起，環保聯盟宜蘭分會開始陸續於各地舉辦「火電+核四的夢魘」說明會，3月25日在宜蘭縣羅東鎮公正國民小學舉辦、4月16日於頭城開成寺城隍廟舉辦、5月27日於宜蘭縣立文化國民中學舉辦。
1990年11月10日，蘇澳鎮代會邀請台電舉辦說明會，群眾鬧場；同月16日，蘇澳新馬地區120 名群眾前往宜蘭縣議會、宜蘭縣政府抗議火電廠計畫。
1991年3月1日，台電於蘇澳文化國中舉辦環境影響評估說明會。
由於該年1991年國內景氣開始復甦，台電公司又再次積極推動蘇火電廠的建廠計畫，預定在無尾港地區的港邊里澳仔角與利澤工業區兩處之間擇一興建；同時台電成立八人小組進駐宜蘭，積極遊說地方官員和民意代表。
1991年6月27日，蘇澳鎮港邊里舉行里民座談會，決定成立「反對蘇澳火力發電廠自救委員會」，以凝聚地方反火電力量。同年，環保聯盟宜蘭分會分別於7月21日、8月20日於文化國中和宜蘭縣政府警察局南方澳派出所前廣場，舉辦「認識火電」說明會。
1991年7月21日，「環保聯盟宜蘭分會」於蘇澳文化國中舉辦「認識火電」說明會；7月29日，「環保聯盟宜蘭分會」以空飄明信片預測煤塵所到之範圍；8月20日，「環保聯盟宜蘭分會」於南方澳派出所前廣場舉辦「認識火電」說明會。
1991年8月27日，縣府函轉縣民陳永來〈註：時任港邊里里長〉等陳情案。
1992年3月3日，環保局函轉環保處轉蘇澳地區農會代表決議：「勿將火力發電廠設置於澳仔角」。
1992年3月，經濟部部長蕭萬長考量利澤工業區土地因素與避免延誤蘇澳火電廠計畫，正式批示選擇無尾港地區作為廠址，台電並計畫立即展開購地行動。同月21日，時任里長陳永來於無尾港地區正式成立「反對蘇澳火力發電廠自救委員會」。
5月26日，縣府函經濟部、台電轉蘇澳鎮永榮里：「勿在港邊里設火力發電廠」議決文；5月31日，「港邊反火電自救會」舉行指揮總部落成典禮，以有組織性的團體運動進行在地抗爭。

### 縣府設置水鳥保護區 擋下蘇火
蘇澳火電廠預定地無尾港，是台灣12大溼地之一、台灣雁鴨主要棲息地。為維護宜蘭縣獨特野生動物資源及反蘇澳火電廠，1992年7月24日宜蘭縣政府提報設立「無尾港水鳥保護區」，是全省第一個主動提報水鳥保護區的縣分。時任的宜蘭縣長是曾在省議員任內強力阻擋台電在宜蘭設置火電廠的游錫堃。
1993年2月5日，蘇火電廠計畫環境評估報告遭到國營會退回，多數審查委員認為，台塑六輕廠退出後所留下之利澤工業區土地，較無尾港地區適合興建火力發電廠；此時經濟部工業局與宜蘭縣政府正將研商利澤工業區土地利用方案等因素影響下，促使台電轉向利澤工業區興建火電廠的可能性提高。
2月19日，台電轉向利澤工業區興建火電廠。
6月30日，宜蘭縣議會決議，請宜蘭縣政府舉辦全縣反火電說明會。
8月15日至9月10日，宜蘭縣政府在全縣10個平地鄉鎮市舉辦12場反火電說明會，將全民反蘇火帶向最高峰。
8月24日，獲農委會修法接納，蘇澳火力發電廠預定地無尾港，成為全國第一個依據「野生動物保育法」公告設立的水鳥保護區。

### 縣民齊心反對 台電終退出宜蘭
台電轉向利澤工業區興建火電廠後，由於縣民自主意識漸漸抬頭，縣內的環保運動不斷，從「反蘇火」到「全縣反火電」的立場，縣政府、縣議會、縣民都有高度共識，一致反對宜蘭縣內設置火力發電廠。
1993年6月30日，宜蘭縣議會決議，請宜蘭縣政府舉辦「全縣反火電」說明會；8月15日至9月10日，宜蘭縣政府在全縣10個平地鄉鎮市，舉辦12場反火電說明會，將全民反蘇火帶向最高峰。同年12月20日宜蘭縣長游錫堃連任就職，續帶領縣府推動反火電。
1995年8月31日，由於宜蘭縣政府、縣議會及縣民激烈反對，利澤工業區建廠困難重重，台電公司蘇火8人小組解散，宜蘭縣成功逼退台電的「蘇澳火力發電廠」。

## 全國首創簽訂「環保協議書」
宜蘭縣在1980至1990年代期間，經歷了「宜蘭反六輕」、「宜蘭反蘇火」等運動，縣內環保意識漸漸抬頭，而為了在工業發展及環境品質之間取得平衡點，宜蘭縣政府首創「環保協議書」。
在時任縣長游錫堃的規劃之下，宜蘭縣政府在1992年率全國之先，於3月3日與台灣水泥公司簽訂「環保協議書」，經宜蘭地方法院公證生效，以管制污染源及制度化社區回饋，開啟兼顧環境保護與經濟發展模式，也證明宜蘭縣反污染不反工業的立場。
協議事項包括履行環境影響評估報告書、遵行特別約定的環保標準、執行回饋地方措施等，成為企業和地方政府合作防治污染的全國第一個範例，該制度被中央環保署納入「公害管制協定範例」提供給全國各地方政府。